# KV14
KV 14 est un tombeau commun, utilisé à l'origine comme sépulture pour Taousert et réutilisé et agrandi pour Sethnakht. Il est ouvert depuis l'Antiquité, mais il n'avait pas été correctement inventorié avant Hartwig Altenmüller de 1983 à 1987. C'est l'égyptologue français Jean-François Champollion qui découvre à Thèbes, parmi les hypogées pharaoniques de la vallée des Rois, la tombe d'une femme « ayant exercé par elle-même le pouvoir souverain », c'est la reine Taousert.
Situé sur le site central de la vallée des Rois, dans la nécropole thébaine sur la rive ouest du Nil face à Louxor en Égypte, il possède deux chambres funéraires, les extensions postérieures en faisant l'un des plus grands tombeaux royaux, avec une longueur de plus de 112 mètres.
Le programme décoratif de la tombe est exécuté dans la tradition des tombes de la XIXe dynastie mais il subit les assauts de l'histoire trahissant ainsi les troubles qui marquèrent la fin de la dynastie de Ramsès II.
En effet le tombeau fut commandé par Séthi II pour Taousert et la décoration initiale portait les cartouches du roi. Puis, lorsque la reine régna seule, elle les fit remplacer par les siens et acheva la tombe pour son propre compte.
Enfin les décorations d'origine montrant la femme pharaonne ont été remplacés par d'autres montrant le pharaon homme Sethnakht qui chercha ainsi à effacer sa mémoire, inaugurant la XXe dynastie.
Ce dernier doubla le dispositif interne d'une seconde descenderie s'enfonçant toujours plus profondément dans la montagne thébaine, pour déboucher dans un second caveau au décor à peine commencé.
La brièveté du règne de Sethnakht ne permit par son achèvement et seul subsiste son sarcophage massif dans cette dernière salle.